# Sedum oregonense
Sedum oregonense är en fetbladsväxtart som först beskrevs av S. Wats., och fick sitt nu gällande namn av M. E. Peck. Sedum oregonense ingår i Fetknoppssläktet som ingår i familjen fetbladsväxter. Inga underarter finns listade i Catalogue of Life.